# Episodi di Ghost Whisperer - Presenze (terza stagione)
La terza stagione della serie televisiva Ghost Whisperer - Presenze è stata trasmessa negli Stati Uniti dal 28 settembre 2007 al 16 maggio 2008, mentre in Italia è stata trasmessa in prima visione dall'8 febbraio 2008 al 19 settembre 2008 sul canale satellitare Fox Life e dall'8 giugno 2009 al 9 settembre 2009 su Rai 2.
I dati relativi allo share e agli spettatori sono riferiti alla prima trasmissione in chiaro in Italia.
| nº | Titolo originale             | Titolo italiano               | Prima TV USA      | Prima TV Italia   |
| -- | ---------------------------- | ----------------------------- | ----------------- | ----------------- |
| 1  | The Underneath               | Il sottosuolo                 | 28 settembre 2007 | 8 febbraio 2008   |
| 2  | Don't Try This at Home       | Il fantasma dello specchio    | 5 ottobre 2007    | 15 febbraio 2008  |
| 3  | Haunted Hero                 | Guerra fantasma               | 12 ottobre 2007   | 22 febbraio 2008  |
| 4  | No Safe Place                | Ossessione                    | 19 ottobre 2007   | 29 febbraio 2008  |
| 5  | Weight of What Was           | Il peso del passato           | 26 ottobre 2007   | 7 marzo 2008      |
| 6  | Double Exposure              | Doppia esposizione            | 2 novembre 2007   | 14 marzo 2008     |
| 7  | Unhappy Medium               | Ai confini del soprannaturale | 9 novembre 2007   | 21 marzo 2008     |
| 8  | Bad Blood                    | Cattivo sangue                | 16 novembre 2007  | 28 marzo 2008     |
| 9  | All Ghosts Lead to Grandview | L'apprendista fantasma        | 23 novembre 2007  | 4 aprile 2008     |
| 10 | Holiday Spirit               | Il fantasma di Babbo Natale   | 14 dicembre 2007  | 11 aprile 2008    |
| 11 | Slambook                     | Diversità                     | 11 gennaio 2008   | 18 aprile 2008    |
| 12 | First Do No Harm             | Scelte difficili              | 18 gennaio 2008   | 25 aprile 2008    |
| 13 | Home but Not Alone           | Le ombre del passato          | 4 aprile 2008     | 22 agosto 2008    |
| 14 | The Gravesitter              | Il guardiano di tombe         | 11 aprile 2008    | 29 agosto 2008    |
| 15 | Horror Show                  | L'orrore corre sul video      | 25 aprile 2008    | 5 settembre 2008  |
| 16 | Deadbeat Dads                | Un figlio dal passato         | 2 maggio 2008     | 12 settembre 2008 |
| 17 | Stranglehold                 | Nodo alla gola                | 9 maggio 2008     | 19 settembre 2008 |
| 18 | Pater Families               | Sepolto dal passato           | 16 maggio 2008    | 19 settembre 2008 |

## Il sottosuolo
- Titolo originale: The Underneath
- Diretto da: John Gray
- Scritto da: John Gray

### Trama
Dopo l'esperienza di pre-morte durante la quale parlò con suo padre, Melinda è determinata a scoprire la verità sia su di lui che sul suo fratellastro. Per prima cosa, va dalla madre, che però si rifiuta di parlarle del passato. Più tardi incontra un fantasma rimasto ucciso 25 anni prima nel crollo di una strada causato da un'esplosione di gas che squarciò la piazza. Questo fantasma incolpa Melinda per la morte di sua moglie, e quando una confusa Melinda investiga negli archivi della città, scopre che sua madre, al tempo si trovava proprio nel luogo dell'incidente e che era una residente di Grandview. Furiosa per il fatto che la madre le abbia nascosto un tale segreto, Melinda l'affronta e scopre che mentre sua madre stava cercando di aiutare il fantasma a comunicare con la moglie dopo l'incidente, una seconda esplosione uccise quest'ultima. L'intera esperienza fu davvero troppo per la madre di Melinda, che andò avanti ignorando e reprimendo il suo dono. Melinda si rende conto dunque che lo spirito la confonde con sua mamma, per questo la incolpa per la morte della moglie. Melinda lo aiuterà a capire che la morte della moglie fu un incidente, a comunicare con la figlia ormai cresciuta e a passare oltre.
- Guest star: Martin Donovan (Tom Gordon), Jayma Mays (Jennifer Billings), Robert Blanche (Ray Billings), Omid Abtahi (Justin Yates), Kris Lemche (Scott il Fantasma degli Archivi), Afemo Omilami (Archivista), Marina Benedict (Mary Billings), Chris Ufland (Giovane Ufficiale), Grace Fulton (Giovane Melinda), Wayne Pere (Dottor Hayes), Sarah Jaye (Giovane Beth Gordon), Anne Archer (Beth Gordon), Brandon Lim (Fred).
- Ascolti Italia: telespettatori 2 239 000 – share 8,88%[1]

## Il fantasma dello specchio
- Titolo originale: Don't Try This at Home
- Diretto da: Ian Sander
- Scritto da: Laurie McCarthy e Teddy Tenenbaum

### Trama
Quando una studentessa della Rockland University va in coma in circostanza misteriose, subito iniziano a circolare voci sul fatto che sia vittima della leggenda metropolitana di Bloody Mary. Questa volta, è Melinda a essere la scettica, dubbiosa che l'incidente sia riconducibile al soprannaturale, ma quando una seconda studentessa, amica della prima, cade anche lei in coma comincia ad avere dei dubbi. Dopo aver parlato con le amiche delle ragazze in stato catatonico e aver cercato i dettagli sulla variazione locale del mito, Melinda scopre che non è il fantasma della leggenda a scatenare questi danni, ma piuttosto la prima vittima - sconosciuta - di Bloody Mary. Uno scherzo ispirato al mito di Bloody Mary ha letteralmente spaventato a morte una ragazza con problemi cardiaci, e ora il suo spirito è tornato per vendicarsi su chi pensa siano i responsabili della sua morte. Una volta che Melinda riesce a comunicare con questo spirito elusivo, le spiega quello che è successo realmente, e aiuta il fantasma della ragazza a passare oltre e far tornar coscienti le ragazze in coma sebbene alla fine della puntata quando Melinda esce dal negozio, si sente un rumore di campanelli e compare la vera Bloody Mary nel vetro.
- Guest star: Autumn Reeser (Sloane Alexander), Mae Whitman (Rachel Fordham), Kevin Kilner (Bill Fordham), Kris Lemche (Scott, il fantasma degli archivi), Afemo Omilami (Archivista), Camille Chen (Jenna), Courtnee Draper (Allison), Stephanie Erb (Lisa Fordham), Rob Elk (Dott. Horace Mumford), Max Hoffman (Brian), Katy Boyer (Eliza Mumford), Jessica Brooks Grant (Other Co-Ed), Cassius Willis (Security Guard del Campus), Robert Garrova(Ragazzo Emo).
- Ascolti Italia: telespettatori 2 148 000 – share 8,61%[2]

## Guerra fantasma
- Titolo originale: Haunted Hero
- Diretto da: Eric Laneuville
- Scritto da: Karl Schaefer e Breen Frazier

### Trama
Quando l'amico militare di Jim e Melinda, Matt, torna dall'Iraq come eroe ferito, diventa presto ovvio che tornando ha portato con sé anche degli spiriti che lo perseguitano. Inizialmente, Melinda non è sicura di chi possano essere questi spiriti, ma presto scoprirà che sono i commilitoni caduti in guerra, uomini della squadra di Matt, uccisi nello stesso attentato in cui lui rimase ferito. A causa della terribile confusione dell'imboscata, e non avendo ricordi al riguardo, Matt crede che potrebbe aver abbandonato sul campo i suoi uomini, e quando un video dell'agguato fa la sua comparsa in un sito di terroristi islamici, sembra che sia andata davvero così e si apre un'indagine interna. Tuttavia, quando Melinda riesce a stabilire un contatto con gli uomini di Matt, scopre che loro si sono attaccati a lui per essere sicuri che la verità sia detta: ovvero che Matt si lanciò in una missione suicida per distrarre i ribelli affinché i suoi uomini potessero scappare e salvarsi. Il piano di Matt funzionò, ma quando i suoi compagni cercarono di andare a soccorrerlo, innescarono accidentalmente una mina antiuomo, lasciando Matt l'unico sopravvissuto. Quando, tramite Melinda, riescono a far ricordare la verità a Matt e ad aiutare la chiusura delle indagini, i fantasmi dei soldati passano oltre.
- Guest star: Matthew Marsden (Matt Murphy), Kate Levering (Gina Prince), Michael DeLorenzo (Colonnello Richard Sanchez), Antonio Elias (Maggiore Hector Sanchez), Lela Loren (Anna Sanchez), Tyler Jacob Moore (Tyler), Dan Coleman (Steve Simon), Tim Soergel (Roger Dekker), Austin Priester (Mark Jenson), Layla Wheeler (Sari Sanchez), Logan Wheeler (Sari Sanchez).
- Ascolti Italia: telespettatori 2 332 000 – share 9,11%[3]

## Ossessione
- Titolo originale: No Safe Place
- Diretto da: Peter O'Fallon
- Scritto da: Jeannine Renshaw

### Trama
Melinda incontra un avvocato, Shane, che è perseguitato dallo spirito di Colleen, una pazza maniaca che in vita lo molestava. Tuttavia, Melinda scopre presto che in realtà il molestatore era Shane, e che aveva reso la vita di Colleen un inferno in terra. Colleen ora perseguita Shane perché spera di fargli passare lo stesso inferno che lei ha sofferto prima di morire grazie a lui. Mentre Melinda è impegnata nel tentativo di far passare oltre Colleen, Shane sviluppa un'ossessione per Melinda, e comincia a molestarla. Ostacolate da vaghe leggi sul molestare e restrizioni varie, le autorità non possono fare molto per Melinda, così lei e Colleen escogitano un piano per liberarsi di Shane. Riescono dunque a raccogliere prove che Shane molestava Colleen, e anonimamente le distribuiscono a tutti i suoi amici e colleghi rivelando la terribile persona che è. Questo permette a Colleen di passare oltre, ma l'umiliazione è così grande da affrontare per Shane che decide di suicidarsi così da raggiungere Melinda come solo un fantasma può fare. Ma quando il suo spirito va nello scantinato del negozio per molestarla, viene risucchiato nel sottosuolo da una forza misteriosa.
- Guest star: Josh Hopkins (Shane Carson, Avvocato molestatore), Sarah Utterback (Colleen Finn, Fantasma), Dash Mihok (Agente David Campbell), Joseph C. Phillips (Richard Vahn), T. Lopez (Thea), Dale Waddington Horowitz (Impiegata dell'ospedale), Jodi Hettinga (Frances).
- Ascolti Italia: telespettatori 2 294 000 – share 10,13%[4]

## Il peso del passato
- Titolo originale: Weight of What Was
- Diretto da: Gloria Muzio
- Scritto da: P.K. Simonds

### Trama
Gabriel si mette in contatto con Melinda per la prima volta dopo l'esperienza di pre-morte di lei. Ancora arrabbiata e confusa per il ruolo che lui ha avuto nel suo incidente, Melinda non vuole averci nulla a che fare, ma lui le rivela di essere suo fratello, e che ha bisogno di lei per ritrovare loro padre. Scettica circa le ragioni di Gabriel, non ha nessuna intenzione di credere a una sola parola, ma accetta un pacco contenente alcuni effetti della sua famiglia. Dopo aver ispezionato gli oggetti di famiglia, Melinda riceve la visita di un fantasma, Tessa, uccisa 150 anni prima perché accusata di aver praticato la stregoneria cha causò la morte di molte persone nell'incendio di una chiesa. Melinda va a investigare più a fondo negli archivi cittadini e scopre che parte della città è stata bruciata per cancellare questa piega oscura nella storia di Grandview. Scopre poi una porta nascosta negli archivi che porta a una serie di tunnel che la guidano nella città bruciata sotto Grandview fino alla chiesa dove si trovano i fantasmi morti nell'incendio. Nella chiesa, Melinda racconta la vera storia: Padre Gregor, il parroco della città, raccolse nella chiesa le persone sane per evitare il contagio, ma il pane di cui si cibarono era contaminato. Fu il pane a far impazzire le persone rinchiuse e il Padre Gregor che appiccò il rogo, non l'abilità di Tessa di vedere gli spiriti e di prevedere l'arrivo dell'epidemia grazie allo spirito di un medico, che l'intera città scambiò per stregoneria. Prima che Melinda possa far passare oltre gli spiriti nella chiesa, fa la sua apparizione il potentissimo spirito di Padre Gregor, che la costringe a scappare. Uscendo, un tunnel collassa, intrappolandola in uno spazio angusto con pochissima aria. Mentre Melinda lotta per liberarsi dalle macerie, appaiono gli spiriti di Tessa e di suo padre, e quest'ultimo le spiega che Tessa è la sua trisavola, e che dovrà comprendere pienamente le forze potentissime che esistono a Grandview. Nel frattempo, Jim, Delia e Payne stanno disperatamente cercando Melinda, e proprio quando lei sta per esalare l'ultimo respiro, Jim la salva.
- Guest star: Martin Donovan (Tom Gordon), Amy Acker (Tessa), Kris Lemche (Scott The Ghost), Ignacio Serricchio (Gabriel Lawrence), Brooklyn McLinn (Recue Crew Foreman), Steve Wastell (Padre Gregor), Stewart Skelton (Fantasma della Chiesa)
- Ascolti Italia: telespettatori 1 919 000 – share 8,91%[5]

## Doppia esposizione
- Titolo originale: Double Exposure
- Diretto da: Eric Laneuville
- Scritto da: Laurie McCarthy

### Trama
Melinda è impegnata a scoprire l'identità del fantasma che perseguita Claudia, una professoressa di fotografia, collega del prof. Payne. Inizialmente, crede si tratti di Kevin, un ex studente della professoressa, da poco morto in un incidente d'auto. Dopo indagini più approfondite, Melinda scopre che Claudia aveva una relazione con Kevin e quando la ragazza di quest'ultimo, Sophie, scoprì la relazione tentò di affogarsi. Kevin seppe del tentativo del suicidio di Sophie da un video che lei presumibilmente gli spedì pochi istanti prima di affogare. Questo porta Melinda a credere che lo spirito di Sophie stia cercando di vendicarsi sulla donna che le rubò il fidanzato. Tuttavia, Melinda scopre poi che Sophie è ancora viva, e che il fantasma che tormenta Claudia in realtà è Kevin. Dopo aver visto il video di Sophie, Kevin corse come un folle verso la spiaggia per tentare di salvarla, ma finì lui stesso per morire in un terribile incidente. Non sapendo che la sua ragazza era ancora viva, Kevin aveva iniziato a tormentare Claudia, ritenendola responsabile, indirettamente, della morte di Sophie. Quando finalmente Melinda riesce a ricongiungere Sophie, Claudia e lo spirito di Kevin per parlare del loro triangolo, Kevin può passare oltre.
- Guest star: Victoria Pratt (Professoressa Claudia Pollili), Azura Skye (Sophie Owens), Mike Erwin (Kevin Graham), Kelvin Yu (Joseph), Becky Wahlstrom (Stacey Adler), Fay Hauser (Dottore del pronto soccorso), Dave Engfer (Super).
- Ascolti Italia: telespettatori 2 312 000 – share 11,16%[6]

## Ai confini del soprannaturale
- Titolo originale: Unhappy Medium
- Diretto da: Frederick E.O. Toye
- Scritto da: Breen Frazier

### Trama
Il famoso medium nonché autore di libri sull'argomento Casey Edgars, arriva a Grandview per aiutare la famiglia Drakes a ritrovare la figlia scomparsa, Sydney. Melinda incontra Casey e immediatamente pensa che sia un impostore visto che non riesce nemmeno a sentire la presenza dello spirito che lo perseguita. Casey continua a dire di essere aiutato da uno spirito guida e assicura ai Drakes che Sidney è ancora viva. Tuttavia, Melinda scopre che in realtà lo spirito misterioso è proprio Sydney, che le chiede di spingere Casey a dire la verità ai suoi genitori: ovvero che è morta. Quando Melinda da l'informazione a Casey, lui rifiuta di crederle. Per provare a sé stessi quella che credono sia la verità, i due decidono di collaborare e troveranno il cadavere di Sydney in una parte remota del bosco. Trovandosi ora di fronte a un'investigazione su un omicidio, la coppia continua a indagare, scoprendo che Sydney soffriva di una dipendenza da droghe. La sorella di Sydney, Nikki, e il suo ragazzo tentarono di aiutarla a liberarsi dalla tossicodipendenza contro la sua volontà, portandola in una baracca nascosta nella foresta, dove avrebbe potuto affrontare le crisi da astinenza. Sfortunatamente Sydney fuggì dalla rimessa dove era imprigionata, finendo per perdersi nella foresta dove morì. Su richiesta di Sydney, Melinda e Casey rivelano gli avvenimenti ai Drakes, e quando è sicura che Nikki non sarà incolpata per la sua morte, passerà oltre.
- Guest star: Orlando Jones (Casey Edgars), Elisabeth Moss (Nikki Drake), Mary-Margaret Humes (Susan Drake), Robert Buckley (Brandon Bishop), Austin Highsmith (Sydney Drake), Eitan Loewenstein (Fan).
- Ascolti Italia: telespettatori 1 923 000 – share 9,55%[7]

## Cattivo sangue
- Titolo originale: Bad Blood
- Diretto da: Peter Werner
- Scritto da: Teddy Tenenbaum

### Trama
Quando Delia vende una casa infestata a Steve e Marlo (padre e figlia), Melinda deve scoprire chi stia infestando la casa e perché. Come prima cosa Melinda pensa si tratti di Liz, moglie di Steve e madre di Marlo morta cadendo da una scogliera mentre faceva escursionismo. Steve ebbe l'opportunità di salvarla, purtroppo però anche Marlo scivolò per errore, e lui salvò lei, lasciando precipitare Liz. Questa terribile ferita lascia a entrambi un senso di colpa inguaribile, e una volta trasferiti nella nuova casa, cominciano a comportarsi in modo davvero strano e ad aggredirsi l'un l'altro. Payne e Melinda scoprono che la casa è infestata dagli spiriti di Vivian e Matt, che stanno usando il senso di colpa di Steve e Marlo per opprimerli, forzandoli a ricadere nel sadico circolo vizioso del tradimento, colpa e paranoia che era entrato nelle loro vite e che li porterebbe all'autodistruzione. Impegnati nel gioco di Vivian e Matt, Steve e Marlo, cercano in tutti i modi di danneggiarsi, ma Melinda riuscirà ad allontanarli dalla casa e rompere il maleficio prima che sia troppo tardi. Una volta usciti dalla casa, Steve e Marlo ricevono la visita di Liz, che non vuole che si sentano in colpa per la sua morte, perché di fronte a quello che successe fecero solo quello che andava fatto. Quando il loro senso di colpa è sanato, Liz può passare oltre e Steve e Marlo possono finalmente andare avanti.
- Guest star: Alan Ruck (Steve Sinclair), Kay Panabaker (Marlo Sinclair), Stacy Edwards (Liz Sinclair), Kathleen York (Vivian Sembrook), Matthew Morrison (Matt Sembrook), David Gautreaux (Erwin Sembrook)
- Ascolti Italia: telespettatori 1 826 000 – share 10,01%[8]

## L'apprendista fantasma
- Titolo originale: All Ghosts Lead to Grandview
- Diretto da: Frederick E.O. Toye
- Scritto da: P.K. Simonds e Laurie McCarthy

### Trama
Melinda diventa mentore di una giovane ragazzina, Becca, che condivide la sua abilità di vedere gli spiriti. 
Melinda e Jim scoprono che Becca vive da sola nella foresta da settimane, che è scappata di casa, viaggiando per miglia su un autobus, finché non sentì il bisogno di fermarsi e scendere a Grandview. Contattano così i suoi riconoscenti genitori, che prendono il primo volo per venire a prenderla. Questo da un po' di tempo a Melinda per aiutare Becca a capire e accettare il suo dono e a far passare oltre Daniel, un giovane ragazzo che la tormenta perché ha bisogno di trovare i suoi genitori. Melinda aiuta Becca a superare le sue paure e a farle far passare oltre Daniel e i suoi genitori. E Becca fa capire ai suoi genitori che non è pazza e che non ha bisogno di farmaci, nella parte finale accettano il dono della figlia e ripartono e la giovane dice a Melinda che ha avuto una sensazione che l'ha fatta arrivare in città e la ringrazia. Tuttavia, Melinda scopre che Gabriel sta usando i fantasmi come pedine per attirare altri ghost whisperers a Grandview così da reclutarli dalla sua parte.
- Guest star: Kelly Gould (Melinda giovane), Makenzie Vega (Becca Cahill), David Newsom (Tony Cahill), Cheryl White, Ignacio Serricchio (Gabriel Lawrence), Masam Holden (Daniel Asher), June Squibb (Nonna), Anne Ramsay (Audrey Asher), Javi Mulero (Sam Asher), Melvin Abston (Paziente Fantasma), Deborah Carson (Donna).
- Ascolti Italia: telespettatori 2 210 000 – share 11,24%[9]

## Il fantasma di Babbo Natale
- Titolo originale: Holiday Spirit
- Diretto da: Stevem Robman
- Scritto da: Jeannine Renshaw

### Trama
Melinda tenta di far passare oltre un fantasma che è convinto di essere Babbo Natale e che sta perseguitando William Taylor, un padre stacanovista. L'uomo, sopraffatto dal lavoro, ha da poco scoperto che potrebbe non essere il padre biologico del figlio Riley. William, da bambino, fu abbandonato dal padre, e si è allontanato da Riley durante l'attesa del test di paternità.
Dopo aver indagato su alcune piste false, Melinda scopre che il fantasma di Babbo Natale è in realtà Alan, il padre di William.
L'uomo era un imprenditore di successo, finché non ebbe un esaurimento nervoso e diede via tutte le sue proprietà ai bambini, finendo per credere di essere Babbo Natale. Alan, ha sempre rimpianto di aver abbandonato William, e dopo essersi chiariti, William segue il consiglio del padre decidendo di distruggere il test di paternità, e accetta completamente Riley come suo vero figlio. Alla fine, Alan decide di non passare oltre, ma di continuare a fare buone azioni come fantasma del Natale.
- Guest star: Gordon Clapp (Fantasma di Alan Silver), Michael Reilly Burke (William Taylor), Dee Wallace (Claire Taylor), Tanner Blaze (Riley Taylor), Melinda Page Hamilton (Jane Taylor), Uriah Shelton (Giovane William).
- Ascolti Italia: telespettatori 2 336 000 – share 12,34%[10]

## Diversità
- Titolo originale: Slam
- Diretto da: Mark Rosman
- Scritto da: Karl Schaefer e Daniel Sinclair

### Trama
Melinda e Ned lavorano assieme per far passare oltre uno studente della scuola di quest'ultimo. Il fantasma, Thomas, cerca di proteggere sua sorella Lucy dall'oltretomba. Lucy, che è gay, è rimasta invischiata in un complicato triangolo amoroso con Brad e Krista, la coppia più famosa della scuola. Prima della morte di Thomas, si erano scambiate intime e-mail anonime, e lui era spaventato che se a scuola avessero scoperto l'omosessualità della sorella ciò le avrebbe rovinato la vita. Quando Lucy ricevette una mail che diceva che era giunto il momento per lei di incontrarsi con la sua interlocutrice anonima, Thomas convinse Lucy che era meglio andasse lui all'appuntamento con Krista, così da mettere fine all'intera faccenda. Tuttavia, a presentarsi all'appuntamento, fu Brad, che avendo scoperto le mail intime della sua ragazza, voleva affrontare quello che era il suo rivale in amore, e aveva organizzato questo falso appuntamento all'insaputa di Krista. Non appena Thomas realizzò la trappola, attaccò Brad, che lo respinse e accidentalmente lo fece sbattere contro la lavagna con la testa. Le conseguenze dell'incidente portarono più tardi Thomas alla morte. Il suo fantasma quindi, pieno di risentimento cerca ancora di mettere a posto le cose spaventando Brad e Krista a scuola. Questo però involontariamente rende la vita di Lucy più difficile, che viene ingiustamente incolpata degli "scherzi" che mette in atto lo spirito del fratello. Quando Melinda riesce a far comunicare Thomas con la sua famiglia, passa oltre dopo essersi resa conto che la sua morte fu solo un incidente. Scopre anche che Lucy non ha bisogno di essere protetta dall'essere gay, ma che ha bisogno di essere sostenuta per quello che è.
- Guest star: Christoph Sanders (Ned Banks), Marshall Allman (Thomas Benjamin), Lindsey Broad (Lucy Benjamin), Matt Roth (Derek Benjamin), Omid Abtahi (Justin Yates), Brie Larson (Krista Eisenberg), Jennifer Taylor (Jill Benjamin), Bryan Fox (Poliziotto), Matthew Florida (Brad Ecker).
- Ascolti Italia: telespettatori 1 959 000 – share 10,23%[11]

## Scelte difficili
- Titolo originale: First do No Harm
- Diretto da: Ian Sander
- Scritto da: John Gray

### Trama
Jim deve prendere una decisione dolorosissima mentre sta cercando di salvare due uomini da un edificio in fiamme, ed è costretto a lasciare morire uno dei due quando l'edificio crolla. Benché conscio che non avrebbe potuto salvarlo in alcun modo, Jim sente che la morte dell'uomo è colpa sua, e pensa che il suo fantasma lo stia perseguitando. Nel frattempo, Melinda inizia a comunicare con il fantasma dell'uomo che Jim aveva tentato di salvare, per scoprire poi che si tratta di un altro fantasma: un uomo che accusa Jessica, un'infermiera del Mercy Hospital, di averlo ucciso. Dopo ulteriori indagini, Melinda scopre che davvero l'infermiera ha messo fine alla vita dell'uomo. Si scopre infatti che il fantasma era in realtà un anziano allo stadio finale dell'Alzheimer e che era diventato una sorta di padre per Jessica. Egli era così in pena, che la implorò di porre fine alla sua agonia quando avrebbe avuto la prossima crisi. Una volta morto, il suo fantasma però era confuso e prese la forma di quand'era giovane. Quando Melinda riesce a farli comunicare, loro si possono chiarire e il fantasma può finalmente passare oltre.
- Guest star: Jean Louisa Kelly (Jennifer Quinlan alias Nora Sutherland), Jon Polito (Joe Grimaldi), Lawrence Pressman (Uomo anziano alias il fantasma anziano di Peter Harrison), Robert Bagnell (Fantasma alias giovane fantasma di Peter Harrison), David Ramsey (Will Bennett), José Zúñiga (L'ufficiale Simonds), Tom Costello (Uomo infortunato), Damien Leake (Dottor Chiles), Karen Maruyama (Heather l'infermiera).
- Ascolti Italia: telespettatori 2 248 000 – share 12,17%[12]

## Le ombre del passato
- Titolo originale: Home but Not Alone
- Diretto da: Eric Laneuville
- Scritto da: P.K. Simonds e Laurie McCarthy

### Trama
Ned pensa che la sua ragazza, Lisa, possa essere perseguitata dal fantasma del suo iperprotettivo padre, e chiede a Melinda di aiutarla. Melinda scopre che Lisa, sua sorella e il suo fratellino, sono in realtà perseguitati dalla loro iperprotettiva madre, che, prima di morire di cancro, disse loro che non avrebbero mai dovuto rivelare a nessuno della sua morte. Preparò addirittura un piano e li istruì su come sarebbero sopravvissuti senza di lei finché la figlia maggiore non fosse stata maggiorenne. Li redarguì sul fatto che sarebbero stati divisi e affidati ognuno a famiglie diverse dagli assistenti sociali, se la sua morte fosse stata scoperta, visto che anche loro padre era venuto a mancare anni prima. Melinda, si vede costretta ad avvisare le autorità sulla situazione dei ragazzi e fortunatamente scopre che in realtà una loro parente in vita esiste, la sorella di loro madre. La donna inizialmente non si sente in grado di dare sostentamento ai nipoti rimasti orfani, ma Melinda, parlandole col suo tocco speciale e mettendola in contatto con la sorella defunta riesce a risolvere la faccenda per il meglio, e lo spirito può entrare nella luce.
- Guest star: Christoph Sanders (Ned Banks), Diana-Maria Riva (Signora Alden), Hallee Hirsh (Amy Benzing), Carly Schroeder (Lisa Benzing), Mandy June Turpin (Karen Benzing), Mimi Kennedy (Tracy Edmondson), Slade Pearce (Henry Benzing), Lynn A. Henderson (Poliziotta), Dominic Flores (Insegnante).
- Ascolti Italia: telespettatori 2 071 000 – share 11,00%[13]

## Il guardiano di tombe
- Titolo originale: The Gravesitter
- Diretto da: Frederick E.O. Toye
- Scritto da: John Gray

### Trama
Quando si scopre che dietro agli atti di vandalismo avvenuti al negozio di Melinda c'è il blogger Justin Yates, la medium inizia a investigare sul ragazzo e sul suo strano comportamento. A un certo punto della loro intricata conoscenza, Justin aveva minacciato Melinda di rivelare le sue capacità, ma deciso che avrebbe mantenuto il segreto sapendo che un giorno lei avrebbe dovuto ricambiargli il favore. Ma adesso che lui sta agendo contro di lei, Melinda ha paura che Justin possa aver cambiato idea, decide di affrontarlo e scopre che il blogger soffre di un aneurisma al cervello che lo può uccidere in qualsiasi momento.
Scopre anche che Justin stava con una ragazza, Julie, che morì in mare anni prima, quando la loro barca si capovolse. Justin è convinto che avrebbe potuto salvarla e si sente in colpa, anche se in realtà non avrebbe avuto nessuna chance di trarla in salvo, e per questo chiede aiuto a Melinda, dicendole che quando sarebbe morto, lei avrebbe dovuto aiutare il suo spirito a ricongiungersi con quello di Julie così da poter mettere le cose a posto. Tuttavia, quando Justin conclude la sua esperienza terrena, Julie gli appare, dicendogli che lo aspettava da tanto tempo, che non è arrabbiata, e lo convince ad andare con lei verso il lato oscuro: il sottosuolo della vecchia Grandview. Si scopre poi che fu Julie a causare l'incidente della barca nel tentativo di ottenere un rimborso dall'assicurazione, e stava solamente usando Justin per poter addossare a lui la colpa dell'incidente. Melinda deve convincere Justin della malvagità di Julie cosicché lui possa passare oltre nella luce.
- Guest star: Omid Abtahi (Justin Yates), Assaf Cohen (Andy Yates), Katie Lowes (Julie Anderson), Katherine Kamhi (Deb Yates), Grainger Hines (Detective Pete Richardson), Margaret Easley (Brenda), Brent Tarnol (Josh).
- Ascolti Italia: telespettatori 1 853 000 – share 11,04%[14]

## L'orrore corre sul video
- Titolo originale: Horror Show
- Diretto da: Ian Sander
- Scritto da: Jeannine Renshaw

### Trama
Il professor Payne chiede a Melinda di assumere come contabile un'amica di famiglia, Kylie Sloan, che è in difficoltà coi pagamenti della retta alla Rockland University da quando ha perso la sua borsa di studio. Payne crede che i problemi derivino dal fatto che secondo lui è perseguitata da un fantasma, che è un ulteriore motivo per cui vuole che lei e Melinda lavorino insieme. Scoprono subito che la ragazza è davvero perseguitata, e inizialmente pensano che sia lo spirito del padre accademico. Questa teoria crolla non appena scoprono che il fantasma che la perseguita la mette continuamente di fronte a delle scene di famosi film horror, facendo pensare a Melinda e Payne che lo spirito sia un fanatico dei film horror. 
Più tardi scoprono che Kylie stava infatti lavorando a un film horror con un giovane ragazzo, Toby Bates, che morì mentre stava girando una scena per il loro film. Kylie non si era presentata alle riprese quel giorno e incolpa se stessa della morte dell'amico, ma Toby non la pensa affatto in quel modo. Tutto quello che voleva è che lei affrontasse le sue paure e finisse il montaggio del film a cui stavano lavorando. In modo che finalmente lei avesse il coraggio, nonostante gli studi intrapresi e quello che si aspettava dal lei la sua famiglia, di seguire il suo sogno di diventare una regista di film horror.
- Guest star: Leah Pipes (Kylie), Jonathan Murphy (Toby Bates), Corin Nemec, Ian Nelson (Bruce Waters), J. Michael Flynn (Benjamin Sloan), Franklin Dennis Jones (Prete), Tania Verafield (Attrice numero 9), Christine Barger (Sandra), Margot Rubin (Ragazza che urla).
- Ascolti Italia: telespettatori 1 746 000 – share 9,27%[15]

## Un figlio dal passato
- Titolo originale: Deadbeat Dads
- Diretto da: Gloria Muzio
- Scritto da: Mark B. Perry

### Trama
Il Professor Payne incontra la sua ex-fidanzata, Nina, che è a Grandview per affari di lavoro. 
Dopo essere usciti insieme, Payne rimane sorpreso nello scoprire che la sua ex-fiamma ha un intelligentissimo figlio di dieci anni di nome Elliot e data la somiglianza col bimbo, le sue attitudini e l'età, deduce che possa trattarsi di suo figlio, teoria che Nina presto conferma. Lei gli dice che non ha mai avuto il coraggio di parlargli di Elliot, ma ora che ha bisogno di un aiuto finanziario per far entrare il figlio in una scuola per giovani dotati non poteva più nasconderlo. Melinda però ha la sensazione che ci sia qualcosa di poco chiaro e indagando scopre che Elliot non è figlio di Payne, e chiede a Nina di rivelare la verità. Ormai allo scoperto la donna chiarisce tutto: era disperata, il suo ex marito l'aveva lasciata sul lastrico, e ha fatto tutto questo per dare un futuro sereno al figlio. Come se tutto questo non bastasse, Kate, il fantasma della moglie di Payne, torna per perseguitarlo e affrontare le loro questioni irrisolte così da poter finalmente passare oltre. Payne perdona la moglie per averlo tradito in vita, e lei perdona lui per aver rimandato la questione di avere un figlio, questione che continuava a rinviare perché pensava di avere tutto il tempo del mondo, e decide di aiutare lo stesso Elliot con la scuola nonostante l'imbroglio di Nina. Nel frattempo tutta questa storia smuove qualcosa in Melinda, e quando Jim torna dal lavoro, lei avrà qualcosa di sorprendente da dirgli...
- Guest star: Nikki Cox (Nina Haley), Rachel Shelley (Kate Payne), Nathan Gamble (Elliot Haley), Kurt Caceres (Detective Carl Neely), Christoph Sanders (Ned Banks), Alexander Folk (Anziano gentiluomo), Mark Hapka (Zach).
- Ascolti Italia: telespettatori 2 154 000 – share 9,96%[16]

## Nodo alla gola
- Titolo originale: Stranglehold
- Diretto da: Eric Laneuville
- Scritto da: P.K. Simonds e Laurie McCarthy

### Trama
Melinda finalmente si ricongiunge col padre, Tom Gordon, dopo un'estenuante ricerca e in circostanze sospette. 
Durante le ricerche che la portano a scoprire che il padre, prima di abbandonarla all'età di undici anni, lavorava come procuratore a Grandview, uno spirito misterioso la guida fino a un caso di omicidio a cui aveva lavorato Tom negli anni 70, e che vedeva come vittima un ragazzino di nome Michael. 
Tom chiuse il caso condannando per omicidio Paul Eastman, l'uomo che trovò il corpo del ragazzo. Purtroppo poco tempo dopo, durante un incendio scoppiato in prigione, l'uomo riuscì a scappare. 
Tuttavia, prima di scoprire che suo padre era in città, Melinda, guidata dagli indizi lasciati dallo spirito misterioso, si mise in contatto con la famiglia del ragazzino assassinato, sperando di reperire nuove informazioni su suo padre. Quando incontra la madre di Michael scopre che il fantasma del piccolo vive ancora lì con lei, e che la donna ne è perfettamente consapevole. Melinda cerca di convincere Michael a entrare nella luce, ma madre e figlio sono felici di come stanno le cose e del loro macabro rapporto. Scopre poi che il ragazzo non morì per mano di un omicida, bensì cadendo da un albero. 
Dopo aver chiesto chiarimenti a Michael, il ragazzino le rivela che Paul trovò il corpo seguendo il suo fantasma. Paul Eastman poteva vedere gli spiriti, era innocente ed era stato mandato in prigione da Tom ingiustamente. Alla luce di queste nuove notizie, Melinda suppone che suo padre non abbia abbandonato lei e la madre per motivi ignobili, ma che se ne sia andato per proteggerle da Paul, che lo perseguitava per ottenere vendetta. 
Dopo aver fatto passar oltre Michael, Melinda si affretta a trovare suo padre per metterlo in guardia dal potente spirito di Paul Eastman, ma una volta giunta al suo hotel è chiaro che è arrivata troppo tardi.
- Guest star: Tess Harper (Ellen Wilkins), Ignacio Serricchio (Gabriel Lawrence), Braeden Lemasters (Michael Wilkins), Afemo Omilami (Archivista), Corin Nemec (Paul Eastman), Ryan Alosio (Graham Wilkins), Dylan Minnette (Pierce Wilkins), Martin Donovan (Tom Gordon), Kali Majors (Daisy Wilkins), Ronobir Lahiri (Cleveland Hospital Rep), Ewan Chung (Bellman), Haley Alexis Pullos (Giovane Melinda).
- Ascolti Italia: telespettatori 2 366 000 - share 11,72%[16]

## Sepolto dal passato
- Titolo originale: Pater Familias
- Diretto da: John Gray
- Scritto da: John Gray

### Trama
Melinda irrompe nell'hotel dove alloggia il padre, dove appare chiaro che l'uomo ha tentato il suicidio. 
Tom viene trasportato all'ospedale d'urgenza in condizioni critiche, ma sopravvive. Melinda, ancora convinta del fatto che Paul Eastman stia cercando vendetta dall'oltretomba per essere stato erroneamente condannato per omicidio, suppone che Tom sia stato posseduto dallo spirito di Paul durante il tentativo di suicidio. 
Tuttavia, quando affronta Paul e gli chiede di lasciare stare suo padre, il fantasma la conduce ai propri resti, che sono sepolti nella cantina della casa in cui Melinda è cresciuta. Questo fa sorgere ancora più domande circa il rapporto che lega Tom e Paul, e come Melinda inizia a togliere gli strati di bugie che le ha raccontato il padre comprende l'orribile verità. 
Scopre che sua madre era follemente innamorata di Paul, che erano fidanzati quando lui fu accusato di omicidio, e che quella fu l'occasione in cui conobbe Tom. Dopo che Paul fu condannato, Beth spiegò a Tom che lei e Paul potevano vedere gli spiriti, e che quello fu il modo in cui lui trovò il corpo del ragazzino. 
Tom promise che avrebbe aiutato Paul a uscire di prigione, ma segretamente lavorava contro di lui perché sperava di riuscire a conquistare Beth ed eventualmente sposarla. 
Quando finalmente Paul riuscì a scappare di prigione, e affrontò Tom di fronte casa sua, quest'ultimo lo uccise, e seppellì il corpo nella sua cantina. 
Ma la sconcertante verità con cui Melinda deve fare i conti è che Tom Gordon, l'uomo che ha creduto per tutta la sua vita fosse suo padre, non lo è mai stato. 
Beth era incinta quando Paul fu incriminato e quindi Paul Eastman è il suo vero padre. Quando si reca alla casa del falso padre, Tom cerca di uccidere Melinda e Paul la salva uccidendolo. Paul, compiuta la sua insaziabile vendetta su Tom, può passare oltre.
- Guest star: Christoph Sanders (Ned Banks), Anne Archer (Beth Gordon), Martin Donovan (Tom Gordon), Afemo Omilami (Archivista), David Farkas (Giovane Tom Gordon), Sarah Jaye (Giovane Beth Gordon), Nick Jameson (Sean), Corin Nemec (alias Uomo Mascherato/ Paul Eastman), Stephen Grove Malloy (Dottore), Kirk B.R. Woller (Dott. Farrington), Haley Alexis Pullos (Giovane Melinda).
- Ascolti Italia: telespettatori 2 143 000 - share 8,36%[17]